# Џеј Едгар
Џеј Едгар (енгл. J. Edgar) је америчка биографска драма из 2011. која прати живот Џона Едгара Хувера, првог директора Федералног истражног бироа Сједињених Америчких Држава.
Редитељ филма је Клинт Иствуд, који је уједно и композитор музике и копродуцент. Насловну улогу тумачи Леонардо Дикаприо, а у осталим улогама су Арми Хамер, Наоми Вотс и Џуди Денч.
Упркос подељеним мишљењима критичара, Џеј Едгар је остварио добру зараду на биоскопским благајнама и нашао се на листи 10 најбољих филмова из 2011. по избору Америчког филмског института. Такође је био номинован за Златни глобус и Награду Удружења глумаца за најбољу главну мушку улогу.

## Улоге
| Глумац            | Улога                    |
| ----------------- | ------------------------ |
| Леонардо Дикаприо | Џеј Едгар Хувер          |
| Арми Хамер        | Клајд Толсон             |
| Наоми Вотс        | Хелен Ганди              |
| Џош Лукас         | Чарлс Линдберг           |
| Џуди Денч         | Ана Мари Хувер           |
| Дермот Малрони    | Норман Шварцкопф Старији |
| Дејмон Хериман    | Бруно Ричард Хауптман    |
| Џефри Донован     | Роберт Ф. Кенеди         |
| Ед Вествик        | агент Смит               |
| Зак Гренје        | Џон Кондон               |
| Кен Хауард        | Харлан Ф. Стоун          |
| Стивен Рут        | Артур Колер              |
| Денис О'Хер       | Алберт С. Озборн         |
| Џеф Пирсон        | А. Мичел Палмер          |
| Ли Томпсон        | Лила Роџерс              |
| Ганер Рајт        | Двајт Д. Ајзенхауер      |
| Кристофер Шајер   | Ричард Никсон            |
| Мајлс Фишер       | агент Гарисон            |
| Џесика Хект       | Ема Голдман              |